# ألدو روسي

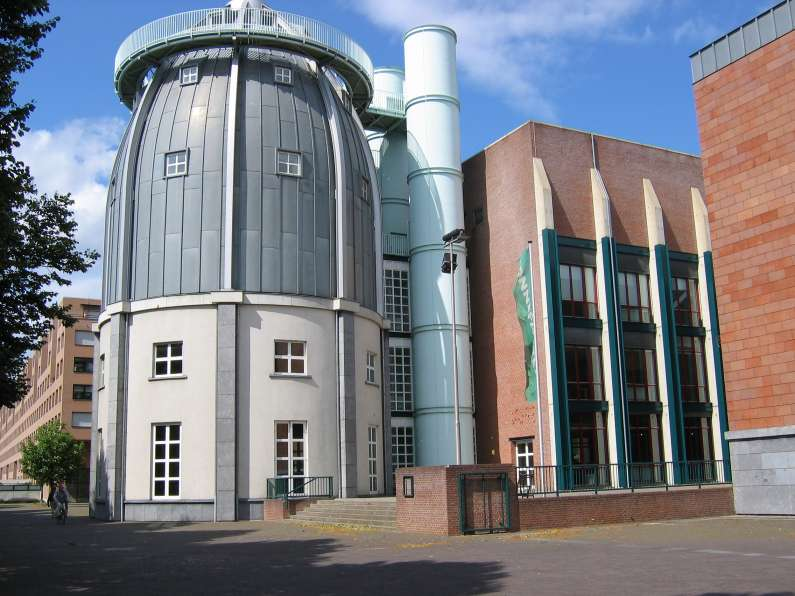
إحدى أعمال ألدو روسي.

(بالإنجليزية: Aldo Rossi) من أشهر المعماريين من مواليد 4 مايو 1931 وتوفي في 4 سبتمبر 1997 ميلانو - إيطاليا.

## روابط خارجية
- ألدو روسي على موقع الموسوعة البريطانية (الإنجليزية)
- ألدو روسي على موقع مونزينجر (الألمانية)